# Еліс Лейк
Е́ліс Лейк (англ. Alice Lake; 12 вересня 1895 — 15 листопада 1967) — американська акторка. Почала кар'єру в епоху німого кіно і часто виступала у комедійних короткометражках Роско Арбакла.

## Кар'єра
Народившись у Брукліні, Нью-Йорк, Лейк розпочала кар'єру танцівниці. Дебютувала на екрані в 1912 році в комедійній короткометражці Мака Сеннета «Картинний ідол». Лейк часто виконувала провідні ролі у фільмах Роско Арбакла, таких як «Ох, лікарю!» (1917) і «Кухар» (1918) з Бастером Кітоном.
Лейк виступала в драматичній ролі з Бертом Літллом у фільмах «Відплата Блекі» і «Лігво лева» 1919 року. Протягом 1920-х вона з'явилася у ряді німих фільмів Метро-Голдвін-Маєр як провідна акторка. На піку кар'єри Лейк заробляла 1200 долларів на тиждень. 
Після появи звукового кіно її популярність, як і багатьох акторів епохи німого кіно, пішла на спад, вона почала виконувати тільки другорядні ролі. Її остання поява у фільмі була в 1935 року в епізодичній ролі фільму «Фріско Кід».
За внесок в кіноіндустрію Еліс Лейк удостоєна зірки на Алеї слави в Голлівуді на 1620 Вайн-стріт.

## Особисте життя
У березні 1924 Еліс Лейк одружилася з актором Робертом Вільямсом, в наступному році розлучилиася. Пара розлучалася і возз'єднувалися тричі, перш ніж зробити постійну перерву.
Еліс Лейк померла від серцевого нападу в санаторії в Голлівуді, Каліфорнія, у 71 рік. Похована на Кладовищі Парку Меморіалу Пантеону в Північному Голлівуді.

## Часткова фільмографія
- 1916 — Самогонники / The Moonshiners
- 1916 — Бал офіціантів / The Waiters' Ball
- 1916 — Романтика Крімпафф / A Creampuff Romance
- 1917 — Помічник м'ясника / The Butcher Boy
- 1917 — Безтурботний Ромео / A Reckless Romeo
- 1917 — Візьміть мішок нареченої / The Grab Bag Bride
- 1917 — Грубий будинок / The Rough House
- 1917 — Його шлюбна ніч / His Wedding Night
- 1917 — Техаський Сфінкс / The Texas Sphinx
- 1917 — Коні-Айленд / Coney Island
- 1917 — Сільський герой / A Country Hero
- 1918 — Дикий Захід / Out West
- Коридорний / The Bell Boy (1918)
- Самогон / Moonshine (1918)
- На добраніч, сестричко! / Good Night, Nurse! (1918)
- Кемпінг / Camping Out (1919)
- Герой пустелі / A Desert Hero (1919)
- Гараж / The Garage (1920)
- Отвір в стіні / The Hole in the Wall (1921)
- Я — закон / I Am the Law (1922)
- Невідомий пурпур / The Unknown Purple (1923)
- Дівчина з Міссурі / The Girl from Missouri (1934)
- Діти в країні іграшок / Babes in Toyland (1934)
- Гламур / Glamour (1934)
- Фріско Кід / Frisco Kid (1935)